# 16. etape af Tour de France 2007
Sekstende etape af Tour de France 2007 var en 218,5 km lang etape som gik fra Orthez til Col d'Aubisque. Etapen indeholdt 2 spurter og 5 bjergpasseringer; 1 kategori 3 stigning, 2 kategori 1 stigninger og 2 HC-stigninger.
- Etape: 16
- Dato: 25. juli
- Længde: 218,5 km
- Danske resultater:

1. Michael Rasmussen 6:23.21
- Gennemsnitshastighed: 34,2 km/t

## Sprint og bjergpasseringer

### 1. sprint (Mauléon-Licharre)
Efter 36 km
| Vinder | Christophe Rinero | 6p, 6s |
| 2.     | Stéphane Augé     | 4p, 4s |
| 3.     | Gorka Verdugo     | 2p, 2s |

### 2. sprint (Laruns)
Efter 200 km
| Vinder | Carlos Sastre  | 6p, 6s |
| 2.     | Mauricio Soler | 4p, 4s |
| 3.     | Iban Mayo      | 2p, 2s |

### 1. bjerg (Port de Larrau)
HC-stigning efter 79 km
| Plads | Navn                       | Point |
| ----- | -------------------------- | ----- |
| 1.    | José Vicente García Acosta | 20    |
| 2.    | Gorka Verdugo              | 18    |
| 3.    | Christophe Rinero          | 16    |
| 4.    | Stéphane Augé              | 14    |
| 5.    | Mauricio Soler             | 12    |
| 6.    | Carlos Sastre              | 10    |
| 7.    | Iban Mayo                  | 8     |
| 8.    | Michael Rasmussen          | 7     |
| 9.    | Alberto Contador           | 6     |
| 10.   | Thomas Dekker              | 5     |

### 2. bjerg (Alto Laza)
3. kategori stigning efter 93 km
| Plads | Navn                       | Point |
| ----- | -------------------------- | ----- |
| 1.    | José Vicente García Acosta | 4     |
| 2.    | Gorka Verdugo              | 3     |
| 3.    | Stéphane Augé              | 2     |
| 4.    | Christophe Rinero          | 1     |

### 3. bjerg (Col de la Pierre-Saint-Martin)
1. kategori stigning efter 131 km
| Plads | Navn                       | Point |
| ----- | -------------------------- | ----- |
| 1.    | Mauricio Soler             | 15    |
| 2.    | Carlos Sastre              | 13    |
| 3.    | Gorka Verdugo              | 11    |
| 4.    | José Vicente García Acosta | 9     |
| 5.    | Iban Mayo                  | 8     |
| 6.    | Stéphane Augé              | 7     |
| 7.    | Christophe Rinero          | 6     |
| 8.    | Jens Voigt                 | 5     |

### 4. bjerg (Col de Marie-Blanque)
1. kategori stigning efter 180,5 km
| Plads | Navn                       | Point |
| ----- | -------------------------- | ----- |
| 1.    | Mauricio Soler             | 15    |
| 2.    | Carlos Sastre              | 13    |
| 3.    | Iban Mayo                  | 11    |
| 4.    | Gorka Verdugo              | 9     |
| 5.    | José Vicente García Acosta | 8     |
| 6.    | Michael Rasmussen          | 7     |
| 7.    | Alberto Contador           | 6     |
| 8.    | Denis Mensjov              | 5     |

### 5. bjerg (Col d'Aubisque)
HC-stigning efter 218,5 km
| Plads | Navn               | Point |
| ----- | ------------------ | ----- |
| 1.    | Michael Rasmussen  | 40    |
| 2.    | Levi Leipheimer    | 36    |
| 3.    | Alberto Contador   | 32    |
| 4.    | Cadel Evans        | 28    |
| 5.    | Mauricio Soler     | 24    |
| 6.    | Haimar Zubeldia    | 20    |
| 7.    | Juan José Cobo     | 16    |
| 8.    | Carlos Sastre      | 14    |
| 9.    | Óscar Pereiro Sio  | 12    |
| 10.   | Alejandro Valverde | 10    |

## Resultatliste
|    | Navn               | Land       | Hold              | Tid     |
| -- | ------------------ | ---------- | ----------------- | ------- |
| 1  | Michael Rasmussen  | Danmark    | Rabobank          | 6:23.21 |
| 2  | Levi Leipheimer    | USA        | Discovery Channel | + 0.24  |
| 3  | Alberto Contador   | Spanien    | Discovery Channel | + 0.35  |
| 4  | Cadel Evans        | Australien | Predictor-Lotto   | + 0.43  |
| 5  | Mauricio Soler     | Colombia   | Barloworld        | + 1.25  |
| 6  | Haimar Zubeldia    | Spanien    | Euskaltel         | + 1.52  |
| 7  | Juan José Cobo     | Spanien    | Saunier Duval     | + 1.54  |
| 8  | Carlos Sastre      | Spanien    | CSC               | + 2.12  |
| 9  | Óscar Pereiro Sio  | Spanien    | Caisse d'Epargne  | + 2.27  |
| 10 | Alejandro Valverde | Spanien    | Caisse d'Epargne  | + 2.27  |

## Udgående ryttere
- Hele Astana-holdet trak sig fra touren efter at Alexandre Vinokourov blev testet positiv for brug af bloddoping. Blandt rytterne var Andreas Klöden og Andrej Kasjetsjkin, henholdsvis nummer 5 og 8 sammenlagt. Astana ledede også holdkonkurrencen da de trak sig fra touren.
- 127 Matthieu Sprick fra Bouygues Télécom udgik under etapen med maveproblemer og et insektstik i underlæben.

## Diskvalifikationer
- 191 Aleksandr Vinokurov fra Astana blev testet positivt for doping efter den 13. etape.